# Hermann Fischer (Bankier)

Hermann Fischer

Hermann Fischer (* 22. November 1873 in Magdeburg; † 24. August 1940 in Berlin) war ein deutscher Bankier und Politiker.

## Leben
Fischer studierte an der Rheinischen Friedrich-Wilhelms-Universität Bonn und der Kaiser-Wilhelms-Universität Rechtswissenschaft. Er schloss sich dem Corps Suevia Straßburg an, das ihn später zum Ehrenmitglied wählte. Nach der Promotion war er ab 1899 Rechtsanwalt in Köln, wo er unter anderem als Justitiar des Schaaffhausen'schen Bankvereins tätig war. 1901 gehörte er zu den Stiftern des Corps Hansea Köln, zu dessen Ehrenmitglied er später gewählt wurde. 1907 wurde er Geschäftsführer der Internationalen Bohrgesellschaft in Erkelenz und 1912 Vorstand im Schaafhausen'schen Bankverein. Nach der Übernahme des Bankvereins durch die Disconto-Gesellschaft 1914 wurde er auch Gesellschafter der Disconto. Nach Kriegseinsatz im Ersten Weltkrieg wurde er 1916 Referent für die Eisen- und Stahlwirtschaft im preußischen Kriegsministerium sowie anschließend Beamter im Reichsamt für wirtschaftliche Demobilmachung.
Fischer trat 1919 sowohl aus dem Schaafhausen'schen Bankverein wie auch der Disconto-Gesellschaft aus und machte sich als Rechtsanwalt und Notar selbständig. Zudem wandte er sich der Politik zu. Er gehörte zu den Gründungsmitgliedern der Deutschen Demokratischen Partei (DDP) und war von 1920 bis 1930 Abgeordneter im Reichstag (Weimarer Republik). Von 1922 bis 1933 war er Präsident des Hansabundes. Er wurde in der Zeit des Nationalsozialismus kurzzeitig in Schutzhaft genommen und stand als Pazifist unter Beobachtung.
Von 1920 bis 1929 war er Mitglied des Aufsichtsrats der Disconto-Gesellschaft. Nach der Fusion mit der Deutschen Bank 1929 gehörte er dem Aufsichtsrat des fusionierten Instituts bis 1931 an. 1931 trat er der Gesellschaft der Freunde bei.